# Nem futhatsz örökké
A Nem futhatsz örökké (eredeti cím: You Can't Run Forever) 2024-ben bemutatott amerikai filmthriller, amelyet Carolyn Carpenter és Michelle Schumacher forgatókönyvéből Schumacher rendezett. A főbb szerepekben J. K. Simmons, Fernanda Urrejola és Isabelle Anaya látható.
Az Amerikai Egyesült Államokban 2024. május 17-én mutatták be a mozikban.

## Cselekmény
Ed és Jenny Cooper várják közös gyermekük születését. Együtt élnek Mirandával, Jenny lányával és Ed előző házasságából származó lányával, Emilyvel. Miranda szorongás- és pánikrohamban szenved, emiatt gyógyszeres kezelés alatt álló beteg. Ed és Miranda elmennek, hogy vegyenek egy mózeskosarat a babának. 
Útközben megállnak egy benzinkútnál, ahol Ed és Miranda találkoznak egy Wade nevű férfival, aki válogatás nélkül gyilkol embereket. Lelövi Edet is, miközben Miranda az erdőbe menekül. A rendőrség Wade nyomába ered.
Wade üldözőbe veszi a pánikba esett Mirandát az erdőben, Ed telefonját használva, hogy kigúnyolja és lenyomozza őt és Jennyt. Miranda találkozik egy családdal, de Wade mindhármukkal végez. Emily csatlakozik az önkéntesek csoportjához, hogy megkeressék Mirandát.
Miranda időközben összetalálkozik Todddal, a korábban megismert család tinédzser fiával, aki életben maradt, viszont lőtt sebből súlyosan vérzik. Miranda elmondja Toddnak; megtalálta a biológiai apja holttestét, miután az öngyilkosságot követett el, emiatt alakult ki mentális betegsége. Todd egyik napról a másikra belehal lőtt sebeibe. Wade-ről kiderül, hogy egy elégedetlen egyetemi tanár, aki gyilkos ámokfutásba kezdett. Miranda megérkezik a közeli vadőrállomásra, és újra találkozik Emilyvel.
Wade úgy dönt, elmegy Ed és Jenny otthonába. Túszul ejti Jenny-t, majd felhívja Emilyt, és szól neki és Mirandának, hogy jöjjenek a házhoz. Dulakodás után Jenny lelövi Wade-et és később a nő megszüli kisbabáját a kórházban.

## Szereplők
| Szerep           | Színész               | Magyar hang    |
| ---------------- | --------------------- | -------------- |
| Wade             | J. K. Simmons         | Barbinek Péter |
| Eddie            | Allen Leech           | Renácz Zoltán  |
| Jenny            | Fernanda Urrejola     | Pikali Gerda   |
| Miranda          | Isabelle Anaya        | Pekár Adrienn  |
| Emily            | Olivia Simmons        | Hermann Lilla  |
| Ben              | Max Garfin            |                |
| Davis            | Nathan Vincenti       |                |
| Morgan helyettes | Andres Velez          | Czető Roland   |
| Dwyer helyettes  | Graham Patrick Martin |                |

### Magyar változat
- Magyar szöveg: Niklosz Kriszta
- Felvevő hangmérnök: Darvas Bence
- Hangmérnök és vágó: Hegyessy Ákos
- Gyártásvezető: Mészáros Szilvia
- Szinkronrendező: Berzsenyi Márta
- Produkciós vezető: Legény Judit

A szinkront a Laborfilm szinkronstúdió készítette el.

## A film készítése
2021 szeptemberében jelentették be, hogy J. K. Simmons, Allen Leech, Fernanda Urrejola és Isabelle Anaya szerepet kapott a filmben. Ugyanebben a hónapban közölték, a montanai Missoulában elkezdődött a forgatás. A forgatás 2023 januárjában fejeződött be.
Simmons a MovieWebnek adott interjújában megerősítette, hogy a film készítése családi közös munka volt, amiben a felesége társíró és rendező, a sógora producer, a fia zeneszerző, valamint a lánya színésznő.

## Bemutató
A Nem futhatsz örökké 2024. május 17-én jelent meg az Amerikai Egyesült Államokban.

## Fogadtatás
A Rotten Tomatoes weboldalon 27%-os értékelést kapott 15 kritika alapján, az átlagos értékelése 4,2 pont a 10-ből. Brian Tallerico a RogerEbert.com-tól másfél csillagra pontozta a filmre. Will Sayre a MovieWeb-től 5-ből 3-at adott.